# Pulligny
Pulligny – miejscowość i gmina we Francji, w regionie Grand Est, w departamencie Meurthe i Mozela.
Według danych na rok 1990 gminę zamieszkiwały 1113 osoby, a gęstość zaludnienia wynosiła 120 osób/km² (wśród 2335 gmin Lotaryngii Pulligny plasuje się na 339. miejscu pod względem liczby ludności, natomiast pod względem powierzchni na miejscu 646.).